# بریدی هسلیپ
بریدی هسلیپ (انگلیسی: Brady Heslip؛ زادهٔ ۱۹ ژوئن ۱۹۹۰) بازیکن بسکتبال اهل کانادا است.
او یکی از مدال‌آوران نقره بازی‌های پان امریکن اهل کانادا است. وی در مسابقات کشوری و بین‌المللی در مجموع برندهٔ ۱ مدال نقره، ۱ مدال برنز شده‌است.